# Allison Adler

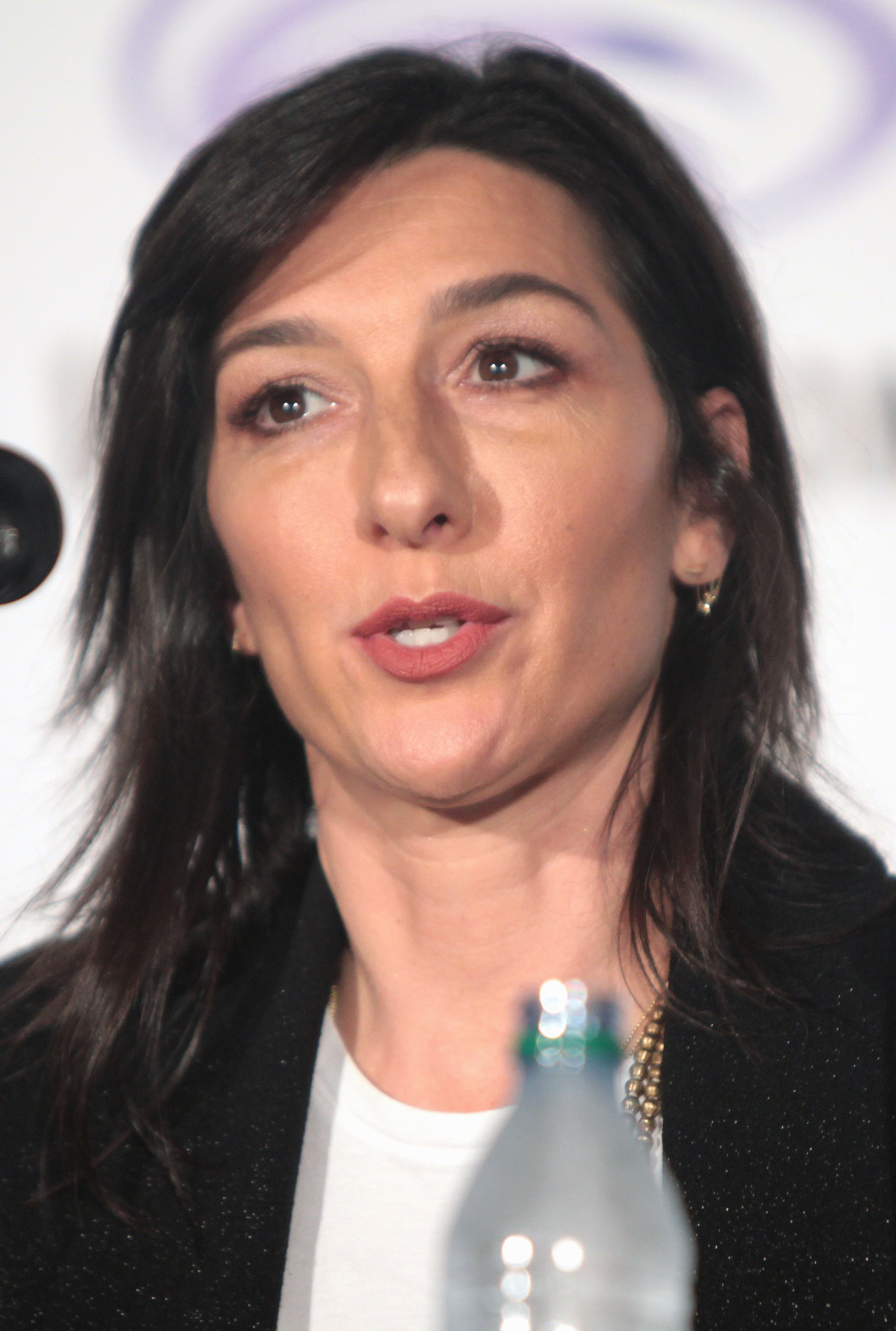
Allison Adler auf der WonderCon 2016

Allison Beth Adler (* 30. Mai 1967 in Kalifornien, USA) ist eine US-amerikanische Drehbuchautorin und Filmproduzentin.

## Leben und Karriere
Adler hat an Projekten wie Still Standing und Family Guy mitgearbeitet. Adler  und ihre ehemalige Lebensgefährtin, die Schauspielerin und Autorin Sara Gilbert, mit der sie 2002 bis 2011 in einer Beziehung lebte, haben einen Sohn, dessen leibliche Mutter Adler ist, und eine Tochter, deren leibliche Mutter Gilbert ist.
Gemeinsam mit Greg Berlanti entwickelt sie die Serie Supergirl.